# Șciîreț
Șciîreț (în ucraineană Щирець, în germană Scyrec/Schtschyrez/Szczerzec) este o așezare de tip urban din raionul Pustomîtî, regiunea Liov, Ucraina. În afara localității principale, mai cuprinde și satele Dubeanka, Odînoke, Serdîțea și Șufravanka. Satul a fost locuit de germanii galițieni.

## Demografie
Componența lingvistică a așezării de tip urban Șciîreț
     Ucraineană (98,14%)
     Alte limbi (0,8%)
Conform recensământului din 2001, majoritatea populației așezării de tip urban Șciîreț era vorbitoare de ucraineană (98,14%), existând în minoritate și vorbitori de polonă (1,02%).